# Glucuronide

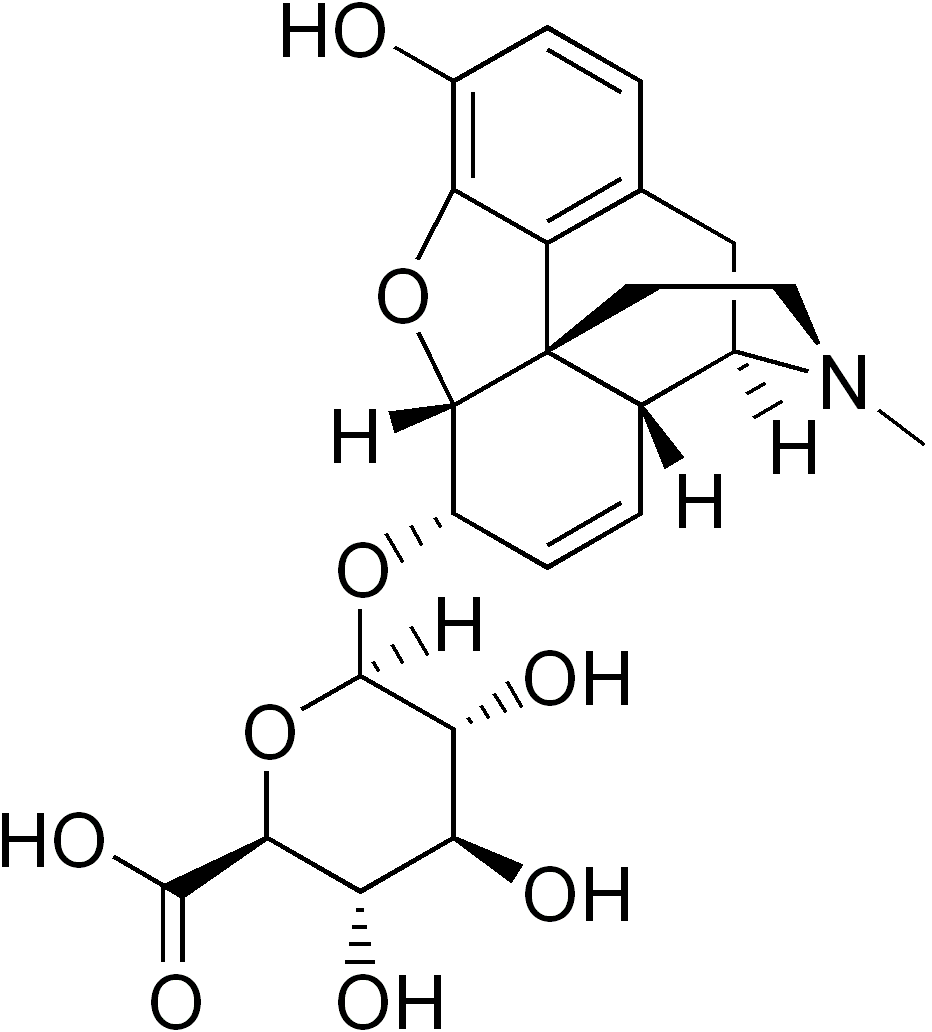
La morfina 6 glucoronide, importante glucoronide della morfina

Un glucuronide è una qualsiasi sostanza che si ottiene dal legame di una molecola con acido glucuronico attraverso legame glicosidico.
La glucuronidazione è perciò la reazione biochimica che porta alla formazione di glucuronidi, sostanze di solito maggiormente idrofile e quindi maggiormente eliminabili dall'organismo rispetto alle molecole non glucuronate.